# Falaises et pelouses du Cap Blanc Nez, du Mont d'Hubert, des Noires Mottes, du Fond de la Forge et du Mont de Couple
Falaises et pelouses du Cap Blanc Nez, du Mont d'Hubert, des Noires Mottes, du Fond de la Forge et du Mont de Couple este o arie protejată (sit de importanță comunitară — SCI) din Franța întinsă pe o suprafață de 728 ha, din care 43 % marine.

## Localizare
Centrul sitului Falaises et pelouses du Cap Blanc Nez, du Mont d'Hubert, des Noires Mottes, du Fond de la Forge et du Mont de Couple este situat la coordonatele 50°55′39″N 1°43′09″E / 50.9275°N 1.71917°E.

## Înființare
Situl Falaises et pelouses du Cap Blanc Nez, du Mont d'Hubert, des Noires Mottes, du Fond de la Forge et du Mont de Couple a fost declarat arie specială de conservare în baza directivei 92/43 din 1992 referitoare la conservarea habitatelor naturale și a faunei și florei sălbatice pentru a proteja 3 specii de animale.

## Biodiversitate
Situată în ecoregiunea atlantică, aria protejată conține 9 habitate naturale: Terase mlăștinoase și terase nisipoase neacoperite de apă la reflux, Vegetație anuală la limita mareei, Fânețe de joasă altitudine (Alopecurus pratensis, Sanguisorba officinalis), Faleze cu vegetație de pe coastele atlantice și baltice, Recifuri, Ape stătătoare oligotrofe până la mezotrofe, cu vegetație de Littorelletea uniflorae și/sau de Isoëto-Nanojuncetea, Formațiuni de Juniperus communis pe lande sau pajiști calcaroase, Pajiști uscate seminaturale și facies de acoperire cu tufișuri pe substraturi calcaroase (Festuco-Brometalia) (* situri importante pentru orhidee), Izvoare petrifiante cu formare de travertin (Cratoneurion).
La baza desemnării sitului se află mai multe specii protejate de  mamifere (3): liliac de iaz (Myotis dasycneme), liliac cărămiziu (Myotis emarginatus), liliacul mare cu potcoavă (Rhinolophus ferrumequinum).
Pe lângă speciile protejate, pe teritoriul sitului au mai fost identificate 32 de specii de plante.